# Tatzelwurm

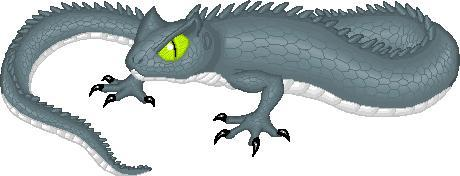
A Tatzelwurm

A Tatzelwurm egy állítólagos élőlény, amely az Alpok hegységeiben él. Nevét onnan kapta, hogy a beszámolók szerint elülső lábain hatalmas karmok vannak, s ezzel támad áldozataira. Másik gyakori elnevezése a Springwurm, ami ugróférget jelent, a lény másik jellegzetes tulajdonságára utalva.

## Elnevezései
A lényt Franciaországtól Ausztriáig ismerni vélik, s a különböző területeken eltérő neveken emlegetik.
A leggyakoribbak:
- Tatzelwurm, azaz a „karmos féreg”
- Springwurm, „ugróféreg”
- Steinkatze, ami „kövi macskát” jelent, az állat macskaszerű fejére utalva
- Dazlwuam, a Tatzelwurm bajor írásmódot követő alakja
- Stollenwurm, „tárnaféreg”, utalva arra, hogy a szörny a sziklák repedéseiben él
- Praatzelwurm, „praclis (mancsos) féreg”
- Bergstutzen, „hegyi »stucni«” (csőr, csőszáj)
- Beißwurm, „harapós féreg”
- Arassas, a francia Alpokban ezen a néven emlegetik

## Kinézete
A legkorábbi észlelések a Tatzelwurmot kígyószerű lényként írják le, aminek csak mellső lábai vannak, de azokkal óriási ugrásokra képes. A két lábán lévő hatalmas karmokkal kapja el áldozatait. Ezen beszámolók a sárkányokkal rokonítják, s egyfajta „kicsi sárkányként” tekintenek rá. A feje sokak szerint a macskáéra hasonlít a leginkább.
Későbbi beszámolókban, mint zömök testű, kicsi lábakkal rendelkező lény jelenik meg, ami leginkább egy fatörzsre hasonlít. 50-200 centiméter hosszú, barlangokban és a sziklák repedéseiben él. Egyesek szerint mérget is képes kibocsátani, de általában mint félénk állat jelenik meg a történetekben.

## Története

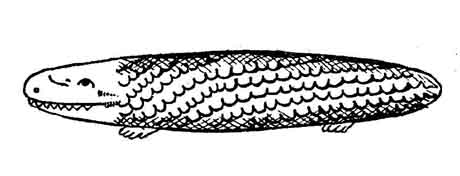
A szivar testű élőlény

Conrad Gessner a XVI. században már említést tesz róla könyvében. Egy 1836-ban kiadott vadászati kézikönyv is ír a szivar alakú, pikkelyes Tatzelwurmról. 1861-ben Friedrich von Tschundi ír a körülbelül 60 centi hosszú bányaféregről.
Az alpesi folklór egy mesebeli történettel is gazdagítja az ugróféreg legendáját: Eszerint egy kakas egy fekete tojást tojt egy tóba. A tojást a Nap melege költötte ki. A tojásból egy Tatzelwurm bújt elő, ami később sárkánnyá nőtt fel.

### Észlelései
Az első feljegyzett megfigyelés Johann Jakob Scheuchzer, svájci természettudós 1723-as kiadású Intinera per Helvetiae (Utazások Helvéciában) című könyvében olvasható. 1711-ben egy Jean Tinner nevű svájci férfi a Frumsemberg-hegyen találkozott egy macskafejű, két méter hosszú, szürkésfekete kígyóval. Apjával együtt megölték az állatot. A történtek előtt a helybéliek gyakran panaszkodtak, hogy teheneik nem adnak tejet, de a kígyó halála után ez a probléma megszűnt.
Ugyanitt olvasható Andreas Roduner története, aki társaival együtt látta a lényt a Wangsberger-hegységben. Macskafejű, pikkelyes, hátán sörényt viselő szörnyként írták le, ami felegyenesedve ember nagyságú volt.
1779-ben egy ember szívrohamot kapott az állat láttán, majd pár napra rá meghalt. Itt már egy gyíkszerű lényként írnak róla.
1828-ban a svájci Solothurn kantonban egy kiszáradt mocsárban állítólag találtak egy Tatzelwurm tetemet. El akarták vinni, hogy egy professzor megvizsgálhassa, de útközben a varjak megették a tetemet. A csontváza ezután Heidelbergbe került, ahol nyoma veszett.
1908-ban az osztrák Murauban a lény egy parasztra támadt. A támadó egy négylábú kígyó volt.
1921-ben szintén egy osztrák településen, Raurisban látták. A 60 centiméteres állat a szemtanúk szerint hét és fél méteres magasságra ugrált fel a levegőben.
1924-ben egy 150 centiméter hosszú csontvázat talált két hegymászó. Pár évvel ezelőtt állítólag azon a helyen megöltek egy Tatzelwurmot. A csontvázat otthagyták, azóta senki sem látta.

### A fénykép
Az eddigi egyetlen bizonyíték az állat létezésére egy fénykép, amit egy bizonyos Balkin készített 1928-ban. Egy fatörzset akart lefényképezni, de a vaku villanására az kereket oldott. A kép, bár jó minőségű, mégis sokan vitatják, hogy valóban egy állatot ábrázol.

## Magyarázatok létezésére
Sokan, sokféle elmélettel álltak elő, hogy mit is láttak az emberek az Alpokban. A leggyakoribb magyarázat, hogy vidrát, kígyót, szalamandrát, vagy valamilyen gyíkfélét hittek a szörnynek.
Európában azonban nemcsak az Alpokban tűntek fel hasonló furcsa állatok. A Pireneusokban, Spanyolországban és Olaszországban is látni vélték a szörnyet.

### A csontváz
Az interneten feltűnt egy fénykép a Tatzelwurm állítólagos csontvázáról. Azon kívül, hogy a kép ránézésre is hamisítvány, semmit sem lehet tudni róla.

## Emlékezete
A Tatzelwurm a századok alatt az alpesi folklór részévé vált. Ösvényeket, túrákat, hoteleket neveznek el róla. Németországban vízesés is viseli a nevét.
Az utóbbi évtizedekben nem látták az állatot. Pedig az Alpokat egyre több turista látogatja és így -elméletben- egyre nagyobb eséllyel kellene összefutni vele. Egyes kutatók nem vonják kétségbe, hogy létezhetett ilyen lény, de mára kihaltnak tartják. Azonban az is lehet, hogy a feljegyzések szerint a hegycsúcsok barlangjaiban élő Tatzelwurm megtanult elbújni az emberek elől, s esetleges újra felbukkanásával tesz arról, hogy története fennmaradjon.